# Stadtbad Neukölln
La Stadtbad Neukölln est une piscine située à Berlin, en Allemagne, ouverte en 1914.

## Localisation
Le bâtiment est situé dans le quartier de Berlin-Neukölln.

## Galerie

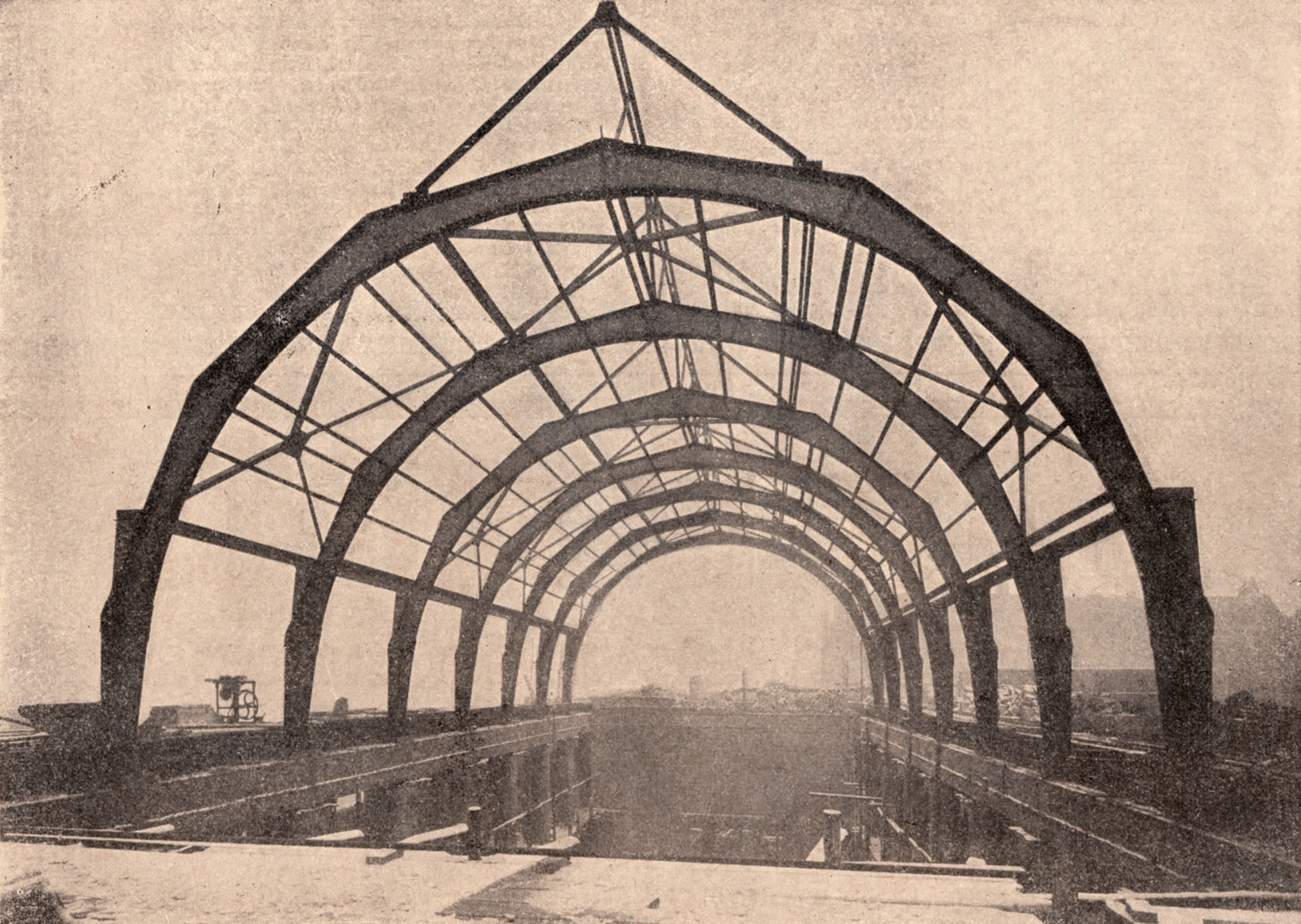
Construction du toit.
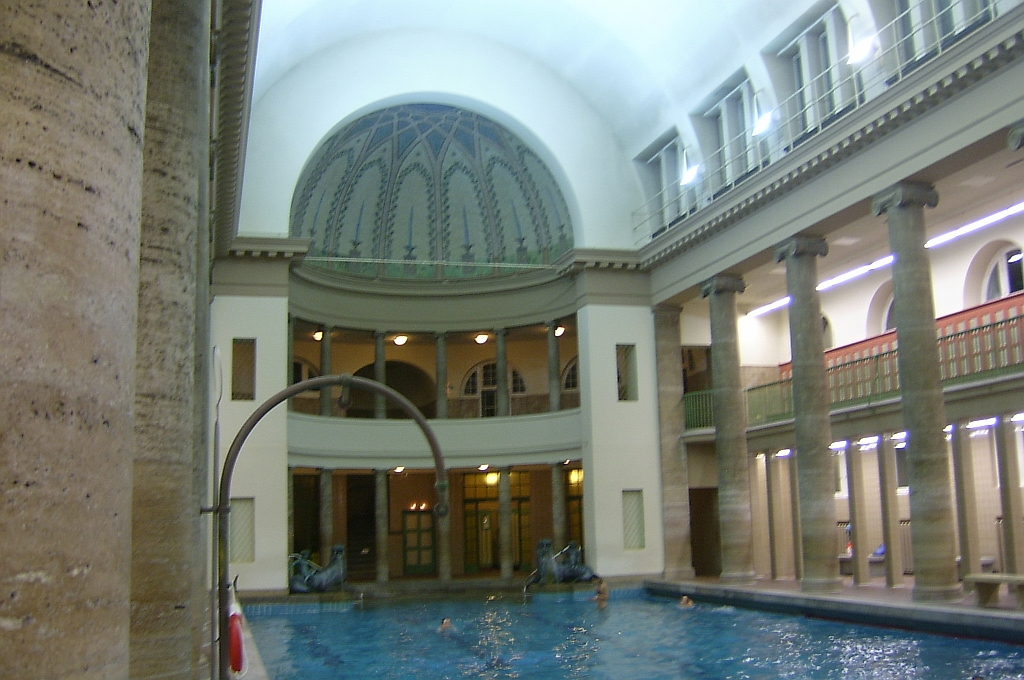
La piscine.
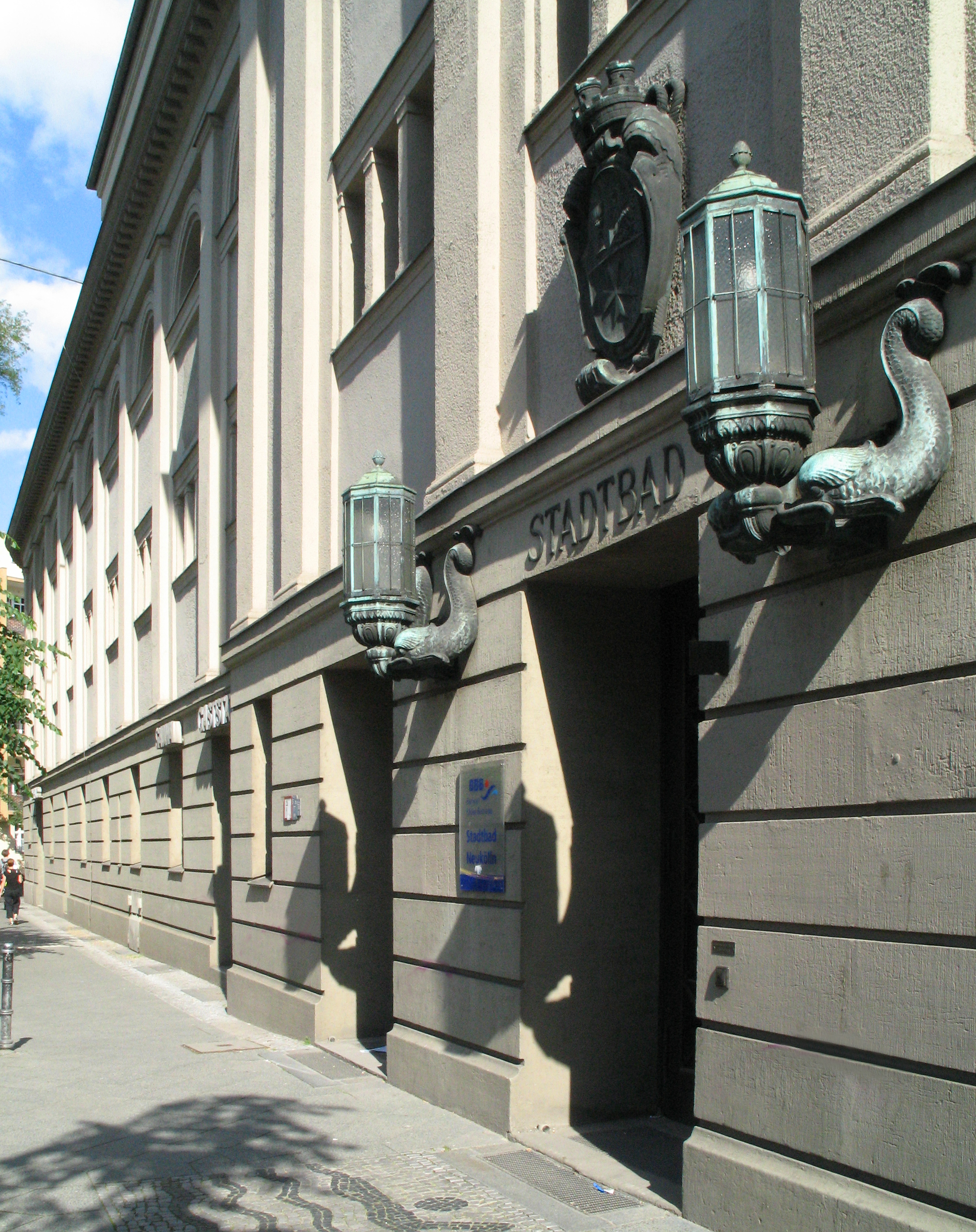
Entrée.

## Sources
- (de) Cet article est partiellement ou en totalité issu de l’article de Wikipédia en allemand intitulé « Stadtbad Neukölln » (voir la liste des auteurs).